# Organisation territoriale de la Macédoine du Nord
L'organisation territoriale de la Macédoine du Nord est régie par la loi sur les divisions territoriales, adoptée le 11 août 2004, qui remplace un texte de 1996. L'unique échelon territorial est constitué par les communes, qui regroupent plusieurs villages autour d'un chef-lieu, ville ou village. Ces communes ne s'appuient pas sur un découpage historique, puisqu'avant 1996, existaient des communes yougoslaves, aux contours différents, qui succédaient elles-mêmes à une autre organisation, héritée de l'occupation ottomane.
Les communes sont régies par un maire et un conseil, ils ont autorité sur l'administration et l'organisation de leur territoire. Les minorités qui représentent au moins 20 % des habitants ont le droit de définir leur langue comme deuxième langue officielle de la commune après le macédonien. Sur les 84 communes du pays, 16 ont ainsi adopté l'albanais. Skopje, en tant que capitale et ville la plus peuplée du pays, est elle-même divisée en dix autres communes.
L'État macédonien, pour compléter un système territorial très morcelé, a également mis en place des régions, qui regroupent une dizaine de communes. Ces régions n'ont cependant pas rôle administratif et n'ont qu'une fin statistique.

## Histoire

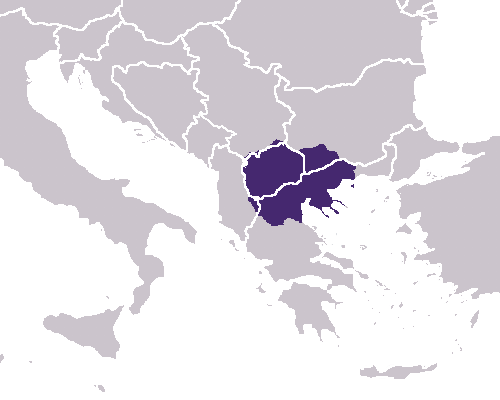
La Macédoine historique, à cheval sur plusieurs États.

Le territoire de l'actuelle Macédoine du Nord fit partie de l'Empire ottoman jusqu'en 1913. Il était partagé entre trois vilayets : celui du Kosovo au nord, celui de Monastir au sud-ouest, et celui de Thessalonique au sud-est.
En 1913, le Traité de Bucarest offre la Macédoine géographique, aux contours antiques, à la Grèce, la Bulgarie et la Serbie. Ces dernières prennent possession des régions majoritairement peuplées de Slaves, mais le peuple macédonien n'est pas encore reconnu, et la Bulgarie, qui considère tous les Macédoniens slaves comme bulgares, envahit aussitôt la région serbe. Ce n'est qu'en 1918, avec la fin de la Première Guerre mondiale, que la Serbie contrôle totalement sa région macédonienne.
Le pays forme la même année, avec des territoires confisqués à l'Autriche-Hongrie,  le Royaume des Serbes, Croates et Slovènes, qui est rebaptisé en 1929 « Royaume de Yougoslavie ». La Macédoine, qui n'est toujours pas reconnue comme une nation, est baptisée « Vieille Serbie », ou « Serbie du Sud », et est largement ignorée. La banovine du Vardar, dont le chef-lieu est Skopje, préfigure pourtant la république, bien qu'elle englobe des territoires du sud des Serbie et Kosovo actuels.
À la fin de la Seconde Guerre mondiale, en 1945, une république socialiste de Macédoine est proclamée par les Résistants communistes. Les Macédoniens sont reconnus pour la première fois comme peuple à part entière, aux côtés des Serbes, Croates, Slovènes, Bosniaques...
L'administration communiste met en place un nouveau découpage administratif. Le territoire est divisé en quatre okruzi, centrés sur les plus grandes villes : Skopje, Bitola, Kumanovo et Ohrid ; 23 okolii, centrés sur les villes moyennes, et 894 comités populaires locaux, mis en place dans les villages.
En 1952, les okruzis sont supprimés, à la place, 223 communes sont créées. Elles regroupent un centre urbain ainsi qu'un périmètre rural. En 1955, le nombre de communes est réduit à 86 et celui des okolii à 7. Deux ans plus tard, il n'y a plus que 73 communes et, en 1965, elles sont définitivement réduites à 32, les okolii sont supprimés.
En 1976, Skopje, capitale et plus grande ville, est trop peuplée pour ne constituer qu'une seule commune. Elle est donc divisée en cinq communes spéciales, qui restent sous l'autorité d'une autre commune, comme les arrondissements de Paris.

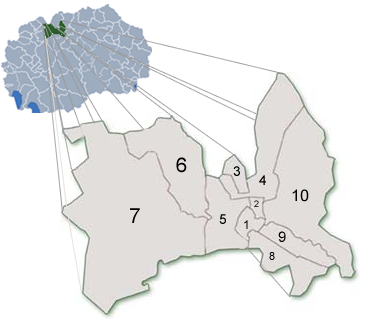
Skopje et ses dix communes.

Après l'indépendance de la Macédoine du Nord, une constitution est rédigée en 1991. Elle stipule la continuité du système yougoslave, et maintient la spécificité de Skopje. Les communes sont néanmoins supprimées par une loi appliquée en septembre 1996 et qui met en place 123 communes. Skopje est alors redivisée en dix communes.
En 2001, à la suite du conflit armé qui opposa des rebelles albanais luttant pour leur reconnaissance aux forces gouvernementales, des accords sont signés afin de satisfaire les deux camps. La question territoriale est alors un enjeu important, puisque les albanais sont majoritaires dans la plupart des communes du nord-ouest. Les accords d'Ohrid prévoient ainsi le statut de seconde langue officielle pour l'albanais et la mise en place d'écoles spécifiques dans ces communes.
Le 11 août 2004, une nouvelle loi sur l'organisation territoriale est votée, elle réduit le nombre de communes de 123 à 84. Les moins peuplées sont alors regroupées ou annexées par les plus grandes.
La même année, l'opposition nationaliste, qui estimait que les communes avantageaient trop la communauté albanaise, avait demandé un référendum pour interroger les Macédoniens sur ce découpage. Mais la faible participation a annulé le résultat et les communes ont été maintenues.
En 2013, les petites communes de Drougovo, Oslomeï, Vranechtitsa et Zaïas ont fusionné avec celle de Kičevo. Cette fusion entre communes à majorité albanaise avait été envisagée une première fois lors de la réforme de 2004, mais elle avait rencontré l'opposition des nationalistes macédoniens. Elle est finalement acceptée par le parlement en 2008 et elle devient effective lors des élections municipales de 2013.

## Divisions

### Communes

Carte des 80 communes de Macédoine du Nord.

Les communes (en macédonien општини, et општина au singulier, retranscrit opštini et opština), sont actuellement au nombre de 80. La plus grande est celle de Prilep, qui fait 1 194 km2, la plus petite celle de Vevčani, 35 km2. La moins peuplée est celle de Zrnovci, avec 2 086 habitants ; la plus peuplée, Skopje, avec 526 502 habitants. Les communes sont classées soit « urbaines » soit « rurales », selon le caractère de leur chef-lieu.
Skopje possède un statut particulier, garanti par la Constitution. Elle forme une « unité d'autogestion locale » et est elle-même divisée en dix communes.

### Régions statistiques

Les régions statistiques.

Les régions (en macédonien региони, au singulier регион, retranscrit regioni et region), sont actuellement au nombre de 8. Elles n'ont aucun rôle administratif, elles ont été créées uniquement pour des raisons légales et statistiques. Elles n'ont pas non plus de chef-lieu.
Elles ne s'appuient pas sur l'histoire, mais sur de grands espaces géographiques. La région de Pélagonie s'étend par exemple sur la plaine pélagonienne, zone méridionale partagée avec la Grèce.
Ces régions sont :
- la Région de Skopje (composée de la commune éponyme et de 7 communes limitrophes)
- la Pélagonie
- le Polog
- l'Est
- le Sud-Est
- le Nord-Est
- le Sud-Ouest
- la Région du Vardar